# Konferencja Episkopatu Korei
Konferencja Episkopatu Korei – instytucja zrzeszająca biskupów koreańskiej części Kościoła katolickiego z siedzibą w Seulu.
Powstała w 1959, za pontyfikatu Jana XXIII.
Konferencja Episkopatu Korei de facto zrzesza tylko katolickich biskupów z Korei Południowej. W Korei Północnej z powodu antyklerykalnej polityki komunistycznych władz tego państwa oficjalnie żaden biskup nie prowadzi działalności a Kościół katolicki jest tam prześladowany.

## Władze
- przewodniczący - Mathias Ri Iong-hoon, biskup Suwon
- wiceprzewodniczący - Augustinus Kim Jong-soo, biskup Daejeon
- sekretarz - Simon Ok Hyun-jjn, arcybiskup Gwangju

## Przewodniczący
- biskup Chuncheon Thomas F. Quinlan SSCME[1] (1959 - 1964)
- arcybiskup seulski Paul Marie Ro Ki-nam (1964 – 1967)
- biskup Suwonu Victorinus Youn Kong-hi (1967 – 1970)
- arcybiskup seulski kardynał Stephen Kim Sou-hwan (1970 – 1975)
- arcybiskup Gwangju Victorinus Youn Kong-hi (1975 – 1981)
- arcybiskup seulski kardynał Stephen Kim Sou-hwan (1981 – 1987)
- biskup Suwonu, ordynariusz polowy Korei[2] Angelo Kim Nam-su (1987 – 1993)
- arcybiskup Daegu Paul Ri Moun-hi (1993 – 1996)
- biskup Cheongju (do 1998), arcybiskup seulski Nicholas Cheong Jin-suk (1996 – 1999)
- biskup Masanu Michael Pak Jeong-il (1999 – 2002)
- arcybiskup Gwangju Andreas Choi Chang-mou (2002 – 2005)
- biskup pusański Augustine Cheong Myong-jo (2005 – 2006)
- biskup Chuncheon John of the Cross Chang Yik (2006 – 2008)
- biskup Czedżu Peter Kang U-il (2008 - 2014)
- arcybiskup Gwangju Hyginus Kim Hee-joong (2014 - 2020)
- biskup Suwon Mathias Ri Iong-hoon (od 2020)